# Salátovský dům
Salátovský dům je řadový měšťanský dům v jižní frontě domů na Husově náměstí v Berouně. V objektu je umístěna expozice Muzea Českého krasu.

## Historie
V roce 1643 dům zakoupila berounská měšťanka Alžběta Salátová, která tou dobou již byla majitelkou sousedního Jenštejnského domu. Po požáru města v roce 1735 byl dům přestavěn v barokním stylu. V roce 1967 se část štítu při vichřici zřítila a při opravě byla jeho podoba změněna. Na konci 90. let 20. století byl Salátovský dům stavebně propojen s Jenštejnským.
Od roku 1958 je budova chráněnou kulturní památkou.

## Architektura
Řadový dům stojící na úzké gotické parcele má gotické prvky zachované ve sklepích a zdivu přízemí. Byl přestavěn renesančně a jeho štít zbarokizován.
Jednopatrový dům je trojosý. Okna prvního patra jsou zdobená suprafenestrami, a to střídavě segmentovými a s trojbokým štítem. V průčelí je nad římsou atika a nad ní vykrojený štítový nástavec.